# تیتا گونلوگشتوتیر
تیتا گونلوگشتوتیر (ایسلندی: Tinna Gunnlaugsdóttir؛ زادهٔ ۱۸ ژوئن ۱۹۵۴) یک هنرپیشه اهل ایسلند است.
از فیلم‌ها یا مجموعه‌های تلویزیونی که وی در آن‌ها نقش داشته است می‌توان به «یاغی» (۱۹۸۱) و «ایستگاه اتمی» (۱۹۸۴) اشاره نمود.